# Akatsuki
Акацукі, або PLANET-C — автоматична міжпланетна станція Агентства аерокосмічних досліджень Японії (JAXA).

## Загальний опис
Призначення космічного апарата — вивчення Венери. Передбачалось, що апарат буде працювати на орбіті Венери не менше 2 років. Запущений ракетою-носієм H-IIA 21 травня 2010 року в 6:58 за місцевим часом з японського космодрому Танегасіма. 7 грудня 2010 року апарат наблизився до Венери, проте маневр виходу на орбіту планети закінчився невдачею, КА на орбіту не вийшов.
Вчені з JAXA 7 вересня 2011 року здійснили випробування двигунів зонду. В результаті виявилось, що їх потужність складає менше 1/8 від запланованої. Вчені вважали, що при найгіршому розвитку подій, в тому випадку, коли вдасться ввімкнути двигун для контролю орієнтації, то в грудні 2015 року «Akatsuki» зможе вийти на довгоперіодичну (90 днів) орбіту навколо Венери. Спроба вивести «Akatsuki» на еліптичну орбіту навколо Венери була призначена на 7 грудня 2015 року. У призначений день КА зміг вдало вийти на заплановану орбіту.

## Конструкція
Повна маса космічного апарата - 640 кг, з яких 320 кг - паливо і 34 кг - наукове обладнання. Основна частина апарата має бокс 1,04 × 1,45 × 1,4 м, оснащений двома  сонячними батареями, площа кожної з яких становить 1,4 м². Сонячні батареї будуть виробляти близько 500 Вт  електроенергії на орбіті Венери до кінця терміну активного існування.
Рух і управління КА забезпечується двокомпонентною руховою установкою що має  тягу 500  Н, що працює на паливній парі  НДМГ -  АТ і однокомпонентними двигунами орбітального маневрування на продуктах розкладання  монометілгідразину (ММГ): 4 по 20 Н і 8 двигунів тягою 3 Н.

## Хронологія місії
Спочатку запуск планувався 17 травня (18 травня за японським часом) 2010 року, проте був перенесений та відбувся 21 травня 2010 рік а в 6:58 за місцевим часом (0:58 за київським часом) з японського космодрому Танеґасіма. Через 27 хвилин після запуску космічний апарат відокремився від останнього ступеня носія.
Початок маневру щодо виходу на орбіту було заплановано на 23:49:00 6 грудня 2010 UTC.. Двигун повинен був пропрацювати близько 12 хвилин, потім очікувався перехід на орбіту з параметрами 180000 - 200000 км апоцентр, 550 км перицентр, період четверо земних діб к.
Маневр був початий вчасно, після чого зв'язок з апаратом пропала на годину. Деякі джерела стверджували, що тимчасова перерва зв'язку планувалося, так як причиною є тінь планети, але перерва тривала помітно довше розрахункових 20 хвилин . Після відновлення зв'язку, апарат був виявлений  в безпечному режимі і стабілізованим обертанням 1 оберт за 10 хвилин. Через невелику швидкість в каналі зв'язку, що використовує ненаправлену антену, подробиці про стан апарата стали доступні не відразу. Основна антена в той момент не могла бути використана через її можливу несправність. 8 грудня  JAXA  повідомило, що маневр виходу на орбіту закінчився невдачею .
Японське аерокосмічне агентство прийшло до висновку, що причиною невдачі зонда при спробі вийти на орбіту навколо Венери була несправність клапана в одному з паливопроводів. Це викликало недостатнє живлення двигуна паливом, що призвело до його передчасної зупинки. Агентство проведе на Землі випробування з метою усунення недоліків обладнання зонду.Розглядається можливість повторної спроби виходу на орбіту Венери в найближчі 6 років, коли апарат знову наблизиться до планети. Ведуться роботи по відновленню працездатності основної антени.
На початку січня 2015 японські фахівці оголосили, що наступна (друга) спроба виведення апарата на орбіту Венери відбудеться в грудні 2015 року . 7 грудня 2015 року апарат успішно вийшов на задану орбіту завдяки роботі чотирьох маневрових двигунів, які були включені на 20 хвилин. Наступний етап корекції орбіти зонда Акацукі був намічений на 26 березня 2016 року.
4-8 квітня зонд передав на Землю перші знімки Венери, зроблені в інфрачервоному діапазоні, на яких детально видно щільні хмари з сірчаної кислоти і дугоподібна структура з хмар, що простягнулася від одного полюса Венери до іншого .
У січні 2017 р. повідомлено, що Зонд «Акацукі» виявив на Венері гігантську хвилю, яка рухається з величезною швидкістю - 360 кілометрів на годину - через верхні шари атмосфери, але при цьому залишається «стоячою» для спостерігачів в космосі.